# STS-121
La STS-121 è una missione spaziale del Programma Space Shuttle già prevista per la fine del 2005 e slittata al 2006 per risolvere alcuni problemi tecnici e malfunzionamenti relativi al serbatoio esterno, problemi che si sono presentati durante la missione STS-114 dopo una parziale riprogettazione del serbatoio esterno per risolvere i problemi che hanno causato il disastro dello Space Shuttle Columbia durante la fase di rientro della missione STS-107.

## Equipaggio
| Ruolo                   | Equipaggio                        | Equipaggio                        |
| ----------------------- | --------------------------------- | --------------------------------- |
| Comandante              | Steven Lindsey, NASA Quarto volo  | Steven Lindsey, NASA Quarto volo  |
| Pilota                  | Mark Kelly, NASA Secondo volo     | Mark Kelly, NASA Secondo volo     |
| Specialista di missione | Michael Fossum, NASA Primo volo   | Michael Fossum, NASA Primo volo   |
| Specialista di missione | Lisa Nowak, NASA Primo volo       | Lisa Nowak, NASA Primo volo       |
| Specialista di missione | Stephanie Wilson, NASA Primo volo | Stephanie Wilson, NASA Primo volo |
| Specialista di missione | Piers Sellers, NASA Secondo volo  | Piers Sellers, NASA Secondo volo  |

Equipaggio della Expedition 13 in partenza verso la ISS
- Ingegnere di volo ISS: Thomas Reiter (2)

Tra parentesi il numero di voli spaziali completati da ogni membro dell'equipaggio, inclusa questa missione.

## Scopi
Lo scopo della missione è stato la dimostrazione delle tecniche per ispezionare e proteggere il sistema di protezione termica dello Space Shuttle, rifornire la stazione e riportare l'equipaggio a tre astronauti. Inoltre tra gli obiettivi primari è compresa la sostituzione di componenti critici per la stazione e le future missioni di assemblaggio. I rifornimenti erano contenuti nel Multi-Purpose Logistics Module Leonardo, contenente 14 tonnellate di materiali.

## Statistiche della missione
- 146ª missione umana Americana nello spazio
- 115ª missione Shuttle
- 90ª missione dopo il disastro del Challenger
- 2ª missione dopo il disastro del Columbia
- 32ª missione del Discovery

## Stemma
Lo stemma raffigura lo Space Shuttle agganciato alla Stazione Spaziale Internazionale, con il simbolo astronautico sullo sfondo costituito da tre colonne dorate con una stella. La stazione è disegnata nella configurazione in cui sarà durante la missione. Lo sfondo include la Terra con il Sole che sorge sul suo orizzonte.

## Missione
Durante la missione STS-121 diretta verso la Stazione spaziale internazionale, l'equipaggio del Discovery ha effettuato dei test di componenti e procedure per l'ispezione e la riparazione del sistema di protezione termico dello Space Shuttle. Inoltre sono stati inviati materiali e rifornimenti per l'espansione della stazione spaziale.
Dopo l'incidente dello Shuttle Columbia, la NASA decise che sarebbero stati necessari due nuovi voli di test e che le attività originalmente svolte nella missione STS-114 sarebbero dovute essere divise in due missioni a causa dei test di sicurezza supplementari. Prima dell'incidente, le missioni STS-118 e STS-121 erano assegnate al Columbia. La missione STS-118, anch'essa diretta verso la ISS fu riassegnata al Discovery ma in seguito assegnata all'Endeavour.

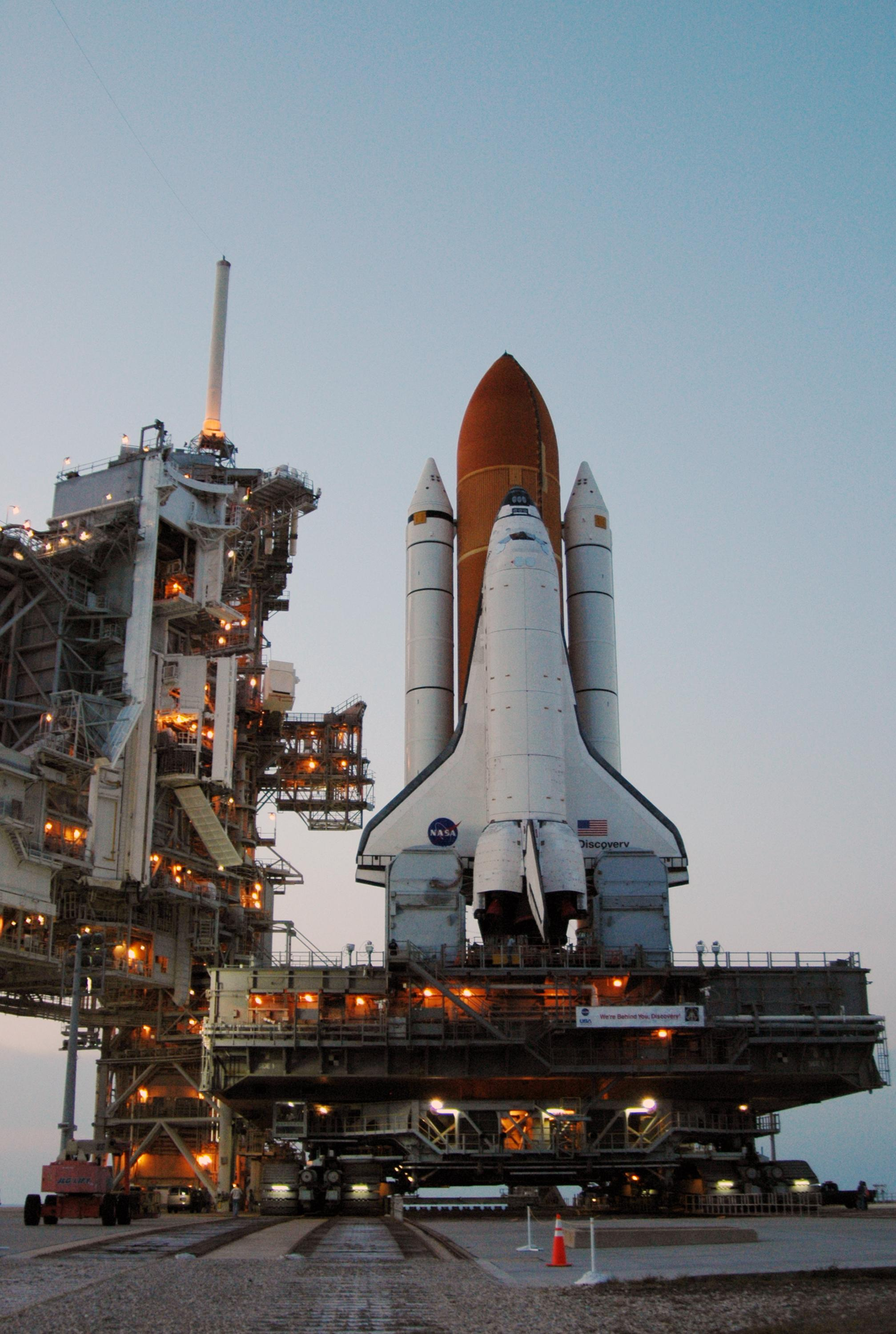
Il Discovery giunge alla piattaforma di lancio

La missione STS-121 era stata assegnata originariamente al Discovery, dopo il volo della missione STS-114 dell'Atlantis ma, a causa di un problema con il carrello di atterraggio dell'Atlantis, la STS-114 fu poi compiuta dal Discovery. Al termine della missione, la pianificazione delle missioni fu nuovamente modificata, spostando l'Atlantis alla missione STS-115 e assegnando nuovamente il Discovery alla missione STS-121. Il lancio della STS-121 venne ritardato fino al luglio 2006 a causa di problemi con un frammento di rivestimento e con il sensore di Engine Cut Off.
Il 12 maggio 2006 venne spostato il Discovery dall'Orbiter Processing Facility al Vehicle Assembly Building, dove fu agganciato al serbatoio esterno e ai razzi a combustibile solido.

### Carico della Missione
- Un congelatore, chiamato Minus Eighty Degree Laboratory Freezer for ISS (MELFI), di produzione francese contenente quattro differenti scompartimenti che possono operare a diverse temperature. Questo componente è stato studiato per trasportare campioni da e verso la stazione spaziale in un ambiente a temperatura controllata. La capacità è di 300 litri.
- European Modular Cultivation System (EMCS) per gli esperimenti biologici.
- Nuovo sistema di generazione dell'ossigeno
  - Questo dispositivo è un test per i futuri progetti di componenti da utilizzare nelle lunghe missioni verso la Luna e Marte. Il sistema verrà fatto funzionare inizialmente al di sotto la sua capacità pesoima, anche se è progettato per il futuro supporto di sei persone sulla ISS.
- Ricambio per lo scambiatore di calore per l'aria in cabina utilizzato per il controllo della temperatura interna dell'aria nella stazione spaziale.

Tutto l'equipaggiamento è stato installato nel modulo Destiny.

## Cronologia

### Sabato 1º luglio (lancio rinviato)
Gli eventi della giornata andarono in accordo con i piani, a parte una temperatura fuori norma nelle letture del propulsore L5L. La finestra di lancio era compresa dalle 15:48:41 alle 15:53:02. Alle 15:42, a T-9, il controllo missione decise di rinviare il lancio a causa della presenza di nubi e fulmini ad una distanza inferiore alle 20 miglia dall'area di lancio e dal percorso. Il lancio venne rinviato al 2 luglio per le 15:36. Questa missione fu la prima nella quale la NASA prese delle precauzioni per ridurre la presenza di rapaci, in particolare di avvoltoi. Tra le misure prese, vi fu la rimozione di carcasse di animali uccisi sulle strade nei pressi dell'area di lancio.

### Domenica 2 luglio (lancio rinviato)
Alle 9:30 venne diramato un comunicato NASA tramite il blog che riportava una probabilità del 70% di incontrare condizioni di tempo che non permettevano il lancio a causa di tempeste di fulmini. Il lancio venne rinviato alle 14:38 del 4 luglio

### Lunedì 3 luglio (nessun tentativo di lancio)
Vennero rifornite le celle a combustibile per aumentare le probabilità di avere abbastanza elettricità per effettuare una terza passeggiata spaziale.

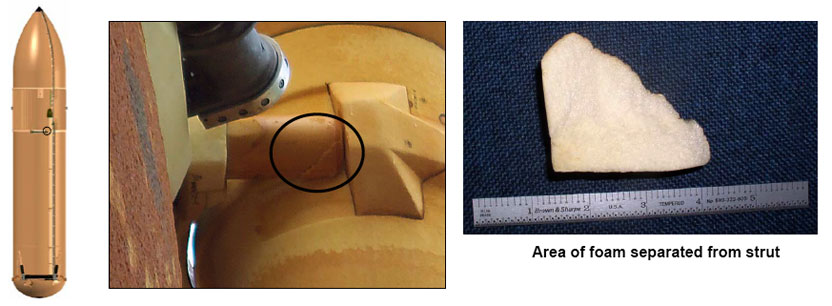
Immagini, da sinistra a destra: 1. Area del serbatoio esterno dove si trova la linea di alimentazione dell'ossigeno liquido, 2. Dettaglio del supporto della linea che mostra parti mancanti di rivestimento 3. Frammento di rivestimento caduto.

Furono scoperte delle fratture e una regione dove il rivestimento era assente nello strato isolante della parte superiore del serbatoio esterno. Un frammento di rivestimento era caduto dal supporto della linea di alimentazione dell'ossigeno. Le cause del danneggiamento dello strato di isolamento furono attribuite agli stress termici dovuti ai riempimenti e svuotamenti del serbatoio con il carburante criogenico.

### Martedì 4 luglio (1º giorno, lancio)
Alle 8:35 fu notata un'avaria al circuito di backup che controlla i riscaldatori primari delle giunzioni dei razzi a combustibile solido. Fu considerata la possibilità di una riparazione, ma essa non venne effettuata poiché i riscaldatori vengono usati solo quando è presente un clima freddo, inoltre il riscaldatore primario era funzionante.
Per questo giorno, la possibilità di un rinvio dovuto al maltempo era del 20%.
Alle 14:37:55 EDT, il Discovery venne lanciato dal pad del Kennedy Space Center a Cape Canaveral, in Florida. Questo era il terzo tentativo di lancio e il Discovery fu così il primo Shuttle ad essere lanciato durante il giorno dell'indipendenza degli Stati Uniti. 
Durante e dopo il lancio fu posta molta attenzione alla situazione del serbatoio esterno, in particolare sulle eventuali perdite di rivestimento. Lo Shuttle era equipaggiato con nuove camere: tre in ogni razzo a combustibile solido e una nel serbatoio esterno. Allo spegnimento dei motori principali due membri dell'equipaggio ripresero fotografie e video del serbatoio.
Nessun pezzo di rivestimento fu visto cadere dal serbatoio, a differenza delle missioni precedenti. Tuttavia durante le ispezioni accurate effettuate con le telecamere NASA che avevano ripreso il lancio, si osservò la caduta di diversi piccoli frammenti di materiale.
Dopo 23 minuti dal lancio, vennero osservati ulteriori detriti fluttuanti vicino all'Orbiter dallo specialista di missione Michael Fossum, che li descrisse come frammenti con delle strisce attaccate. Venne ipotizzato che fossero parti del rivestimento del sistema di protezione termico. Tali rivestimenti erano stati notati anche durante la missione STS-114, ma non furono considerati un problema poiché erano a protezione di una sezione del veicolo che non raggiungeva elevate temperature. Le analisi delle immagini a terra rivelarono che i detriti osservati erano strisce di ghiaccio formatesi all'esterno dell'ugello di un motore, che sublimarono e si disintegrarono durante le osservazioni.

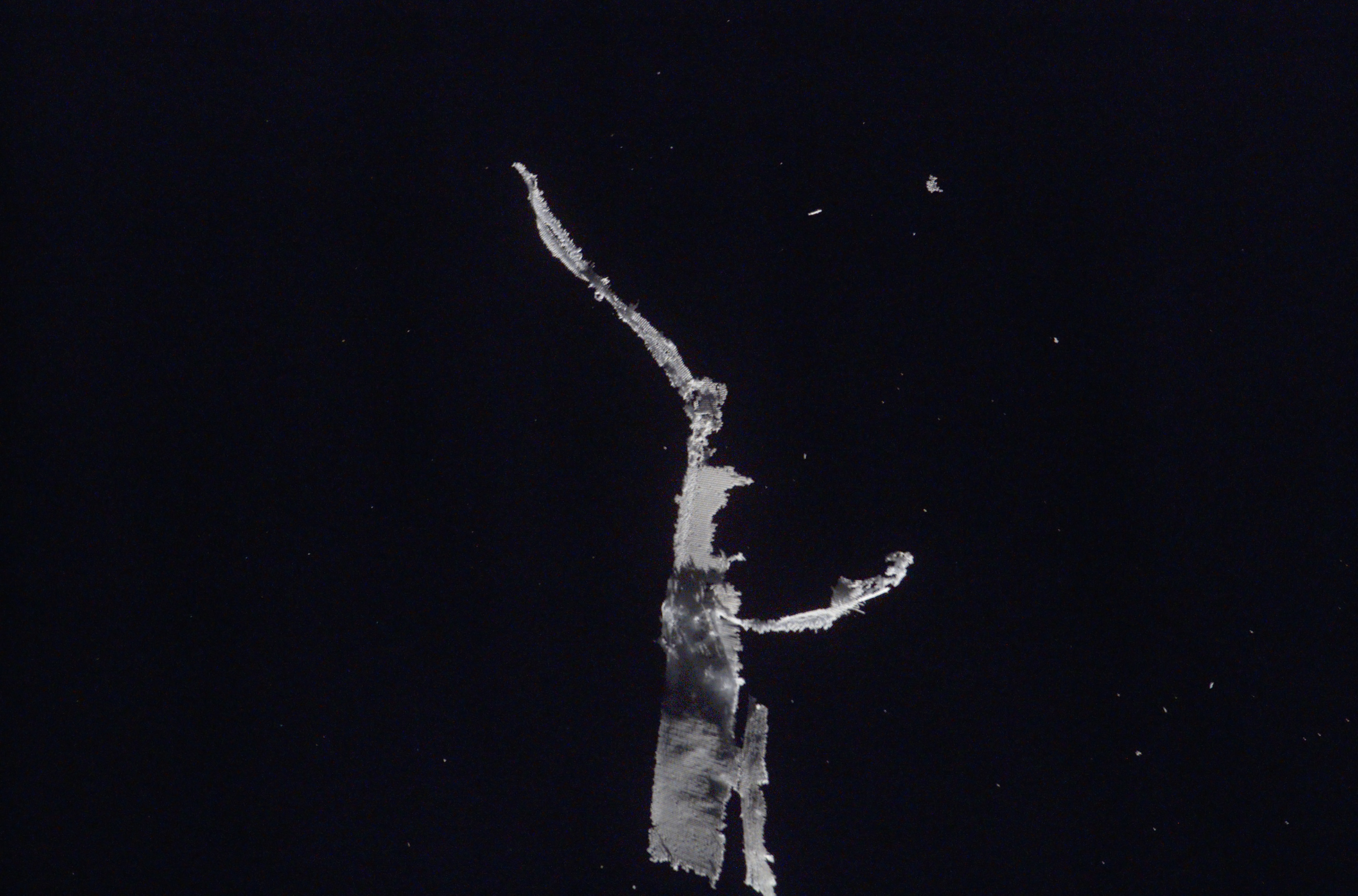
Frammento di ghiaccio ripreso da Michael Fossum

### Mercoledì 5 luglio (2º giorno)
Durante il percorso verso la stazione spaziale venne utilizzato un braccio esterno equipaggiato con due tipi di laser e una telecamera ad alta risoluzione per l'ispezione esterna dello Shuttle. Particolare attenzione venne dedicata ai bordi anteriori delle ali. Questo braccio viene chiamato Orbiter Boom Sensor System. L'esame, condotto da Nowak e Wilson, non rivelò danni allo scudo termico. Sellers completò l'attivazione delle telecamere, mentre Reiter preparò i trasferimenti da effettuare sulla stazione. Successivamente, Seller e Fossum completarono il controllo delle tute spaziali.

### Giovedì 6 luglio (3º giorno)

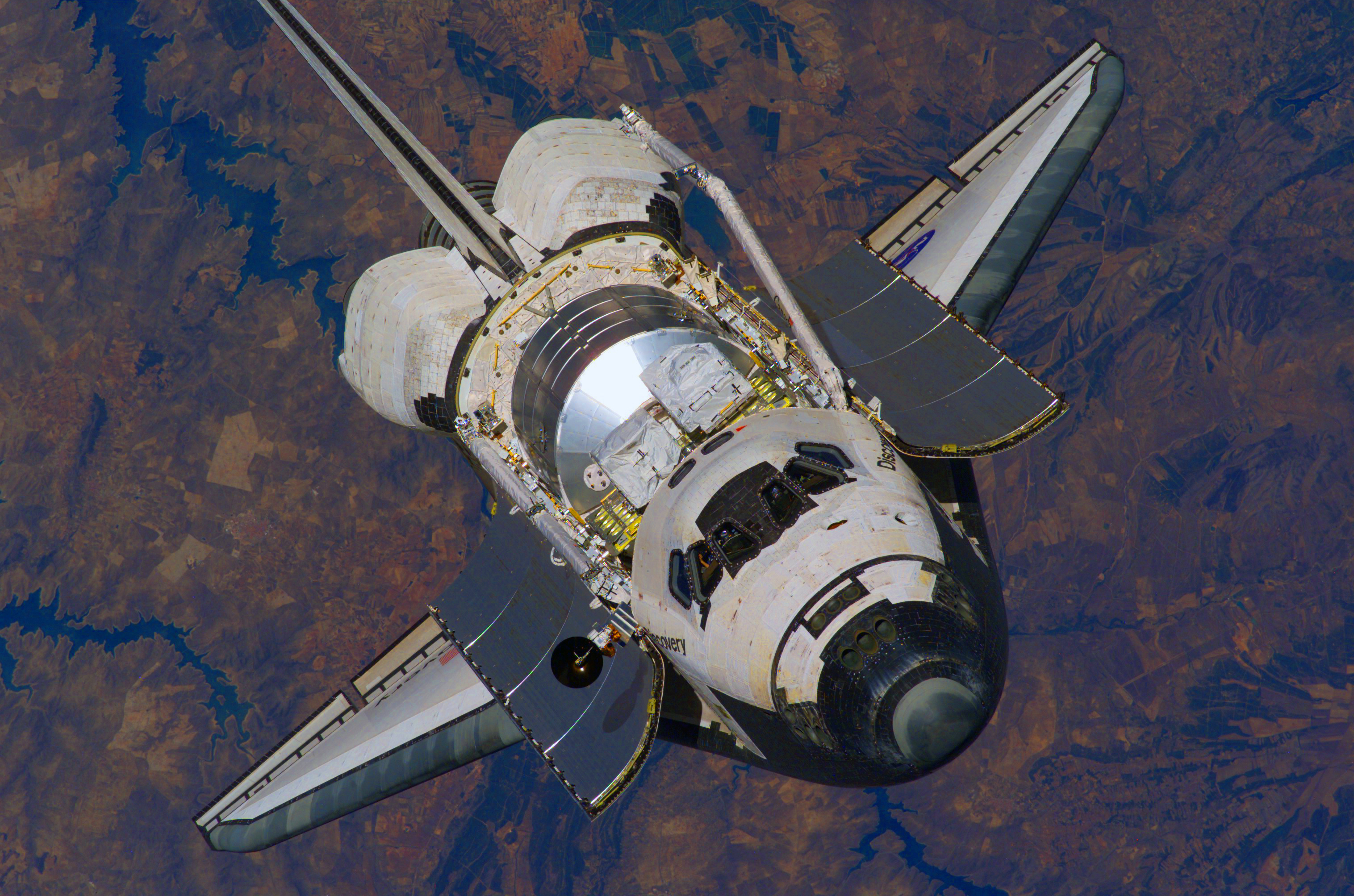
Il Discovery in avvicinamento alla ISS

Lo Shuttle effettuò il rendezvous con la stazione spaziale attraverso la manovra Rendezvous pitch maneuver, che permise all'equipaggio della stazione di effettuare una breve ispezione e fotografare lo scudo termico. In particolare, il Comandante Lindsey si avvicinò alla stazione ad una distanza di 600 piedi (180 m) per effettuare la manovra alle 14:02 UTC. All'interno della stazione Vinogradov e Williams fotografarono con lenti da 400 mm e 800 mm la parte inferiore del Discovery. Lo Shuttle si agganciò con la stazione alle 15:52 UTC e alle 17:30 UTC vennero aperti i portelli. Subito dopo i membri dello Shuttle vennero accolti a bordo della stazione.
Nowak, Wilson e Williams sollevarono l'OBSS con il braccio robotico della stazione, in modo da combinarli in un unico braccio lungo 100 piedi (30 m), in preparazione alla prima passeggiata spaziale. Thomas Reiter divenne ufficialmente parte dell'equipaggio della Expedition 13.

### Venerdì 7 luglio (4º giorno)
Il primo compito della giornata fu lo sgancio del modulo MPLM Leonardo dalla stiva di carico del Discovery e l'aggancio al modulo Unity della stazione, attraverso il braccio robotico della stazione comandato da Nowak, Wikson, Fossum e Sellers alle 13:15 UTC.
Una volta collegato, Wilson iniziò le procedure per le attività di trasferimento. Contemporaneamente, attraverso l'uso del braccio robotico dello Shuttle, Kelly, Nowak e Wilson condussero ulteriori ispezioni di alcune aree critiche che erano state escluse dal controllo iniziale, tra cui due gap filler. Questi ultimi sono distanziatori posizionati tra le mattonelle RCC (Reinforced Carbon-Carbon) nella parte inferiore dello Shuttle.
Fossum e Sellers iniziarono i preparativi per la prima passeggiata spaziale di domenica, che compresero la configurazione degli strumenti.
Il controllo missione decise di estendere la missione del Discovery di un giorno.

### Sabato 8 luglio (5º giorno)

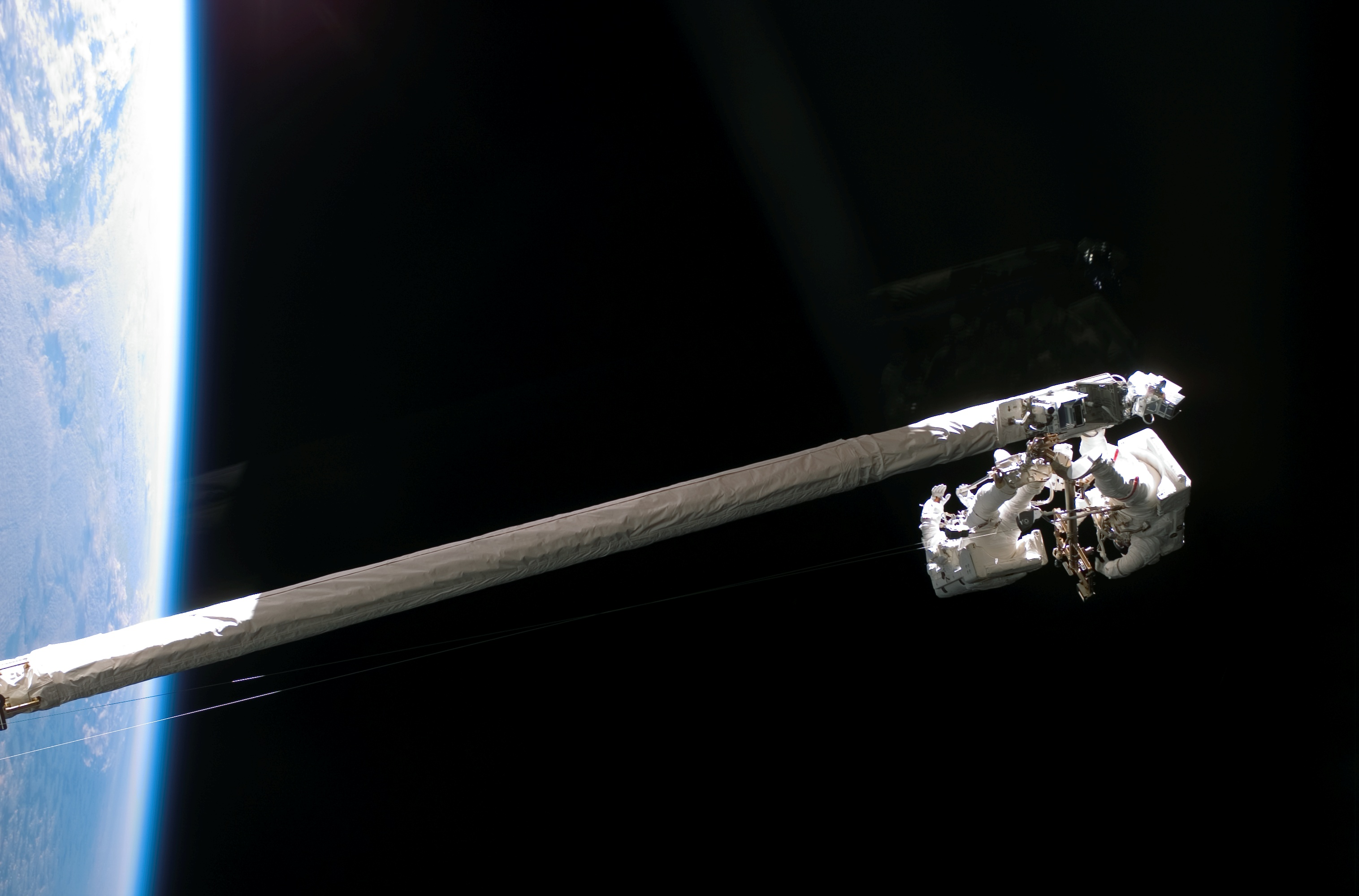
Gli astronauti al lavoro ad una estremità dell'OBSS

Michael Fossum e Piers Sellers iniziarono le attività extraveicolari alle 14:17 UTC. Dopo essersi spostati nel segmento S0, installarono una protezione nel Interface Umbilical Assembly per proteggere i cavi video e dati. Essi vennero reinstradati verso il Mobile Transporter, una sorta di carrello che scorre esternamente lungo la struttura della stazione, in modo da poter spostare quest'ultimo nel segmento relativo al Trailing Umbelical System, che conteneva i cavi tagliati.
Il resto della passeggiata spaziale fu dedicato al test del braccio robotico formato da quello dello Shuttle e dall'Orbiter Boom Sensor System. Esso venne utilizzato come una piattaforma in modo da permettere agli astronauti di effettuare eventuali riparazioni dell'Orbiter, nel caso avesse subito danni. Sellers venne assicurato all'OBSS, mentre Fossum riferì le sue osservazioni sul movimento del braccio.
Sellers e Fossum rientrarono alle 21:48 UTC, terminando la passeggiata spaziale di 7 ore e 31 minuti.
Durante le attività, Vinogradov e Reiter scaricarono i materiali e i rifornimenti dal modulo Leonardo, tra cui un nuovo generatore di ossigeno da installare nel laboratorio Destiny e il congelatore.
Il team NASA al controllo delle immagini riferì che lo scudo termico del Discovery era in buone condizioni, tuttavia giudicarono necessarie ulteriori analisi su una piccola area nei pressi dei collegamenti con il serbatoio esterno, dove era presente un gap filler sporgente.

### Domenica 9 luglio (6º giorno)
Nella giornata di domenica, i membri dell'equipaggio del Discovery e quelli della stazione spaziale continuarono i trasferimenti, che avevano raggiunto il 14% dei 3350 kg del modulo Leonardo e il 6% degli 815 kg di materiali presenti a bordo dello Shuttle. In particolare, venne trasferito un nuovo scambiatore di calore per un componente del sistema di controllo ambientale della stazione che raccoglie l'umidità dell'aria chiamato Commons Cabin Air Assembly e una nuova tuta spaziale.
Oltre al trasferimento verso la stazione di equipaggiamenti e rifornimenti provenienti dal modulo Leonardo, gli astronauti iniziarono anche a portare sul modulo dei materiali della stazione che dovevano essere riportati a Terra.
Alle 16:48 UTC l'equipaggio partecipò ad una conferenza con vari media sia statunitensi che europei. Fossum e Sellers iniziarono a prepararsi per la seconda attività extraveicolare che era prevista per lunedì.
Il controllo missione riferì che il Discovery era in ottimo stato e non esistevano problemi per il rientro a terra.

### Lunedì 10 luglio (7º giorno)

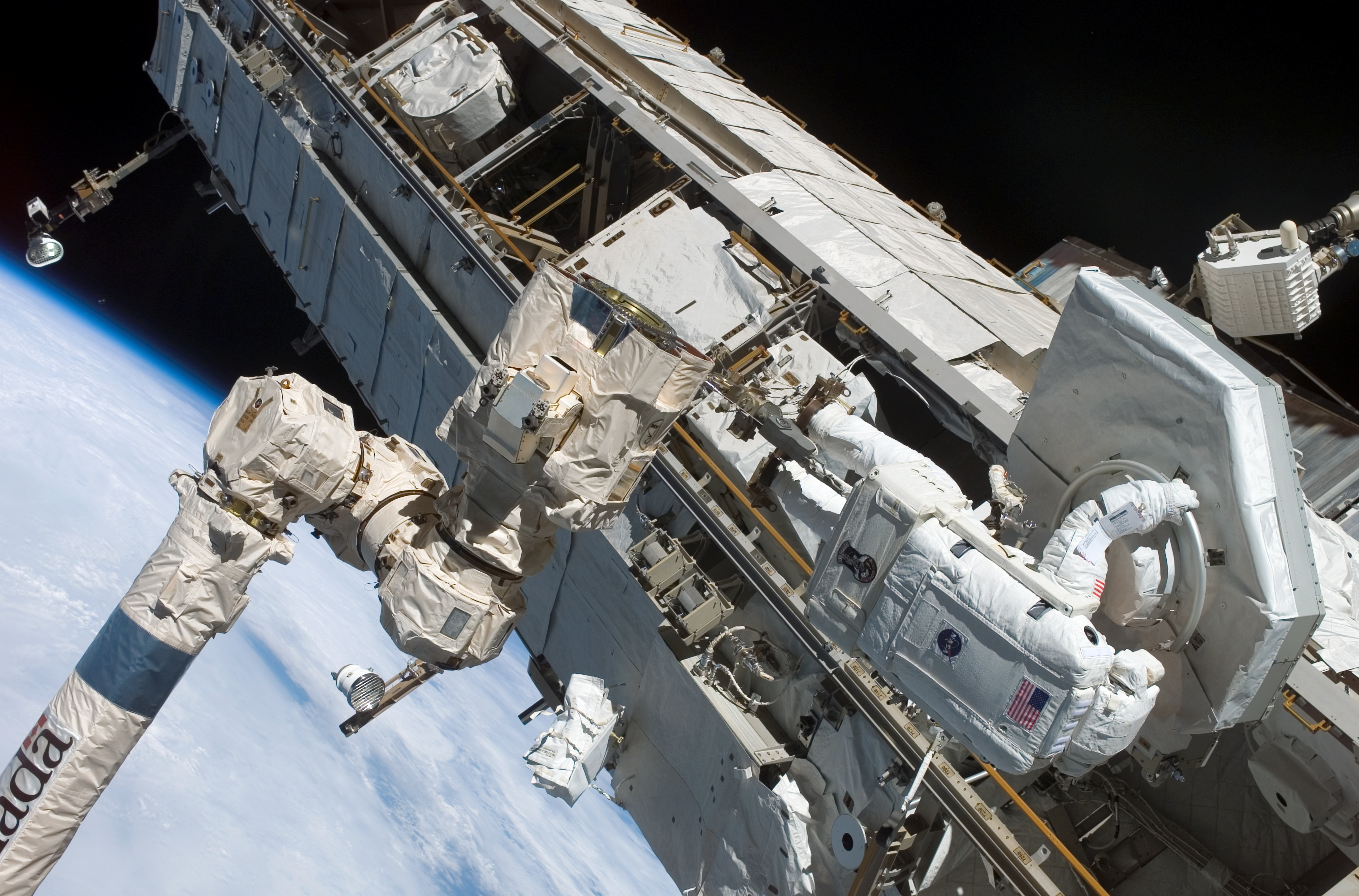
Fossum installa un nuovo trailing umbilical system

La seconda passeggiata spaziale ebbe lo scopo di trasferire un nuovo sistema di raffreddamento in una e sostituire il Trailing Umbilical System, in modo da fornire al Mobile Transporter un collegamento ridondante di energia, dati e video.
Fossum e Sellers iniziarono le attività alle 13:14 UTC, spostandosi verso la stiva di carico dello Shuttle per prelevare un sistema di raffreddamento destinato al sistema di controllo termico della stazione. Gli astronauti lo collegarono al braccio robotico della stazione, guidato da Nowak e Wilson, che trasportò il componente in una External Stowage Platform. Nel frattempo, Fossum e Sellers si spostarono successivamente sul segmento S0 dove Fossum effettuò la disconnessione dei cavi elettrici del Trailing Umbilical System. Esso contiene i cavi per la potenza, i dati e i segnali video che servono al Mobile Transporter per spostarsi lungo la struttura della stazione. I cavi erano stati inavvertitamente tranciati l'anno precedente.
Inizialmente venne installato un nuovo Interface Umbilical Assembly, spostato dal braccio robotico della stazione. Subito dopo si spostarono nuovamente per scollegare il componente dal braccio robotico e posizionarlo nella External Stowage Platform.
I due astronauti tornarono al segmento e rimossero il Trailing Umbilical System danneggiato per spostarlo nella stiva di carico del Discovery. Fossum lo spostò a bordo del braccio robotico, e ne prese uno nuovo con l'aiuto di Sellers. Giunti con il nuovo componente sul segmento, essi reinstradarono i cavi di potenza e dati in modo da ripristinare il sistema di ridondanza al Mobile Transporter.
Gli astronauti rientrarono nella stazione alle 18:01 UTC, concludendo la seconda passeggiata spaziale della durata di 6 ore e 47 minuti.

### Martedì 11 luglio (8º giorno)
Grazie all'estensione della missione di un giorno, fu possibile inserire nella missione una terza passeggiata spaziale, che inizialmente non era prevista. Fossum e Sellers si prepararono per la terza ed ultima passeggiata, prevista per il 12 luglio alle 7:13. Gli astronauti continuarono a trasferire merci e materiali tra lo Shuttle, la stazione e il modulo Leonardo. Quest'ultimo conteneva infatti più di 3 tonnellate di equipaggiamento e rifornimenti per la stazione spaziale e sarebbe ritornato con circa 2000 kg di risultati di esperimenti scientifici, oggetti non necessari e rifiuti vari.
Alle 10:35 EDT, l'equipaggio conversò telefonicamente con il Presidente degli Stati Uniti George W. Bush, il quale li ringraziò per il lavoro che stavano facendo.

### Mercoledì 12 luglio (9º giorno)

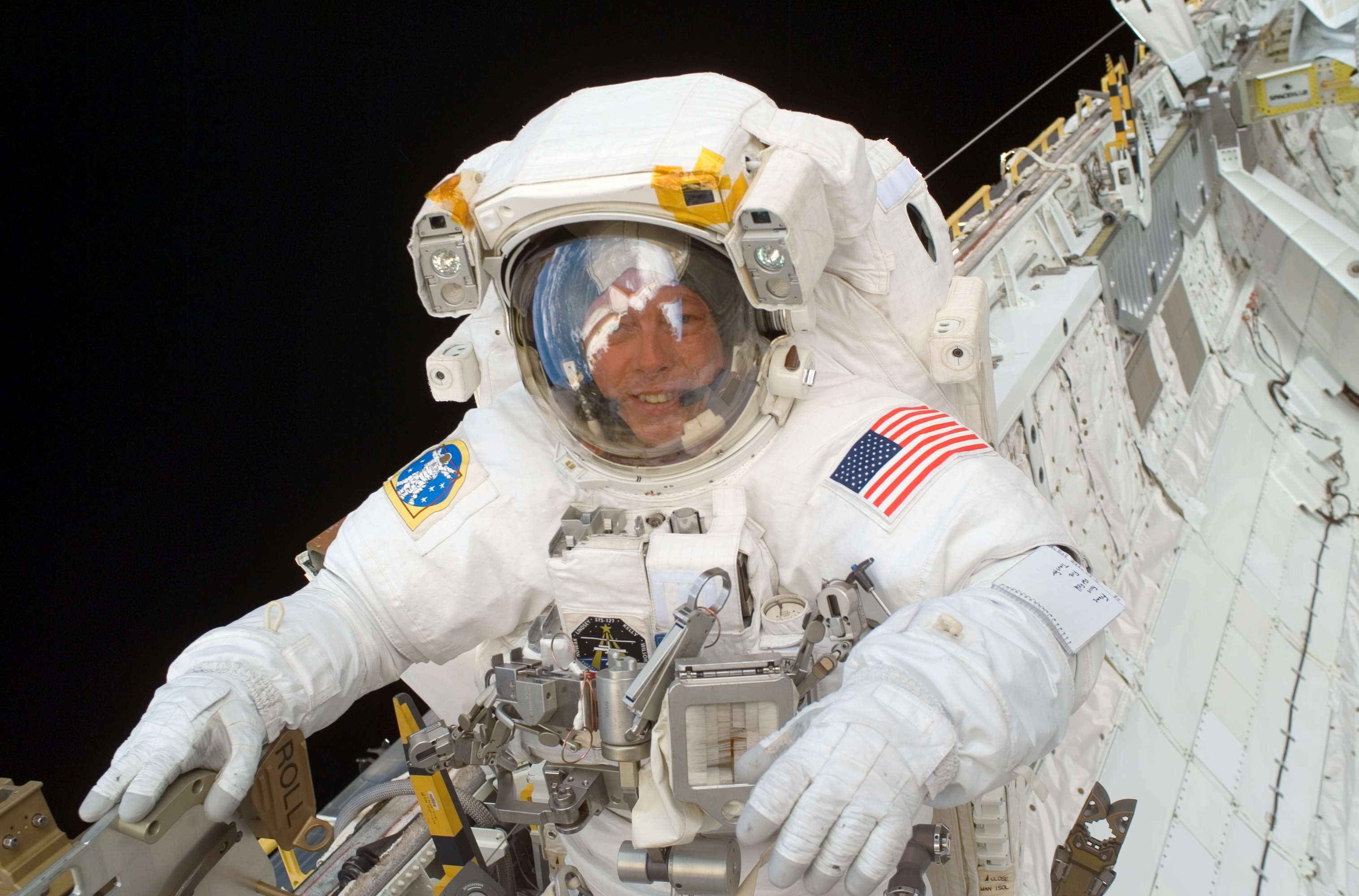
Michael Fossum durante la terza passeggiata spaziale

La terza passeggiata spaziale iniziò alle 12:20 UTC. Sellers si fissò al braccio robotico comandato da Nowak e Wilson, e venne portato nell'ala destra del Discovery, dove utilizzò una telecamera a infrarossi per riprendere un video di 20 secondi di alcune mattonelle rinforzate carbonio-carbonio (RCC) del bordo anteriore dell'ala.
Fossum si spostò nella parte di prua della stiva di carico dello Shuttle per unirsi a Sellers nei test sulle nuove tecniche di ispezione e riparazione dello scudo termico dell'orbiter. Essi stabilirono il luogo delle operazioni nella stiva di carico del Discovery, dove si trovava un contenitore con 12 mattonelle rinforzate carbonio-carbonio. Esse vennero accuratamente esposte alla luce solare per simulare il riscaldamento e un successivo raffreddamento. Infatti i dati raccolti durante la precedente missione STS-114 indicarono che il materiale per le riparazioni NOAX (Non-Oxide Adhesive Experimental) era maggiormente efficace quando veniva applicato ad una mattonella con temperature comprese tra i 120 °F (48,9 °C) e i 30 °F (−1,1 °C). I test a gravità zero erano necessari, nonostante fossero stati condotti esperimenti a Terra nel vuoto, per controllare il comportamento delle bolle di gas generate dal NOAX.
Sellers perse una spatola con la quale stava mettendo il NOAX sui campioni di scudo termico. I controllori di missione videro l'attrezzo fluttuare via a lato della stiva di carico. Questi piccolo inconveniente non causò problemi.
Nell'arco di due ore e mezza, i due astronauti completarono un totale di cinque riparazioni. Successivamente utilizzarono la telecamera ad infrarossi per riprendere l'ala di sinistra dello Shuttle.
Alle 19:31 UTC Fossum e Sellers terminarono le attività, che durarono 7 ore e 11 minuti.

### Giovedì 13 luglio (10º giorno)
Questo giorno fu dedicato al riposo dell'equipaggio, che aveva finora compiuto con successo tre passeggiate spaziali e trasferito centinaia di kg di rifornimenti e materiali. Vennero effettuate delle interviste all'equipaggio dello Shuttle e a quello della ISS.

### Venerdì 14 luglio (11º giorno)
Fu completato il trasferimento del carico del modulo  Leonardo nella stiva di carico dello Shuttle in vista della partenza del Discovery dalla stazione spaziale. Wilson e Nowak utilizzarono il braccio robotico della stazione per completare il trasferimento del modulo, riempito con quasi due tonnellate di materiali.
Inoltre attraverso il braccio venne ispezionata l'ala di babordo per verificare la presenza di danni da micrometeoriti durante il periodo in orbita. L'altra ala e la parte anteriore furono controllate nel dodicesimo giorno di missione.
A terra ci furono discussioni su una piccola perdita, indicata da una caduta di pressione nel serbatoio di azoto o di idrazina in uno dei tre generatori di potenza ausiliari che forniscono energia per il controllo delle superfici di volo durante la discesa. Anche se le maggiori probabilità riguardavano la perdita nel serbatoio di azoto, il problema venne trattato come se la perdita fosse nel serbatoio dell'idrazina (il caso peggiore, essendo l'idrazina infiammabile e corrosiva).
A seconda di come il sistema si sarebbe comportato durante un successivo checkout, l'equipaggio avrebbe bruciato completamente l'idrazina in orbita. Questa procedura avrebbe reso inoperativi i sistemi idraulici durante l'atterraggio, costringendo lo Shuttle ad utilizzare le cariche pirotecniche per l'uscita del carrello d'atterraggio, e disattivato lo sterzo della ruota anteriore. Il veicolo sarebbe tuttavia rimasto controllabile in atterraggio attraverso la frenata direzionale.

### Sabato 15 luglio (12º giorno)
L'equipaggio del Discovery rientrò nello Shuttle lasciando la stazione dopo un soggiorno di 9 giorni. Vennero effettuate le ultime ispezioni con il braccio robotico per il controllo di eventuali danni da micrometeoriti o detriti orbitali mentre lo Shuttle era agganciato in orbita con la ISS.

### Domenica 16 luglio (13º giorno)
Venne compiuto un estensivo checkout, e la perdita nel serbatoio venne giudicata dai controllori di missione non significativa per le operazioni di rientro. Il Discovery ricevette la conferma per l'atterraggio al Kennedy Space Center per il giorno 17, e nel caso le condizioni atmosferiche lo impedissero l'atterraggio sarebbe stato rimandato il giorno 18, con luogo di atterraggio alternativo alla 18th Edwards Air Force Base.

### Lunedì 17 luglio (14º giorno, atterraggio)

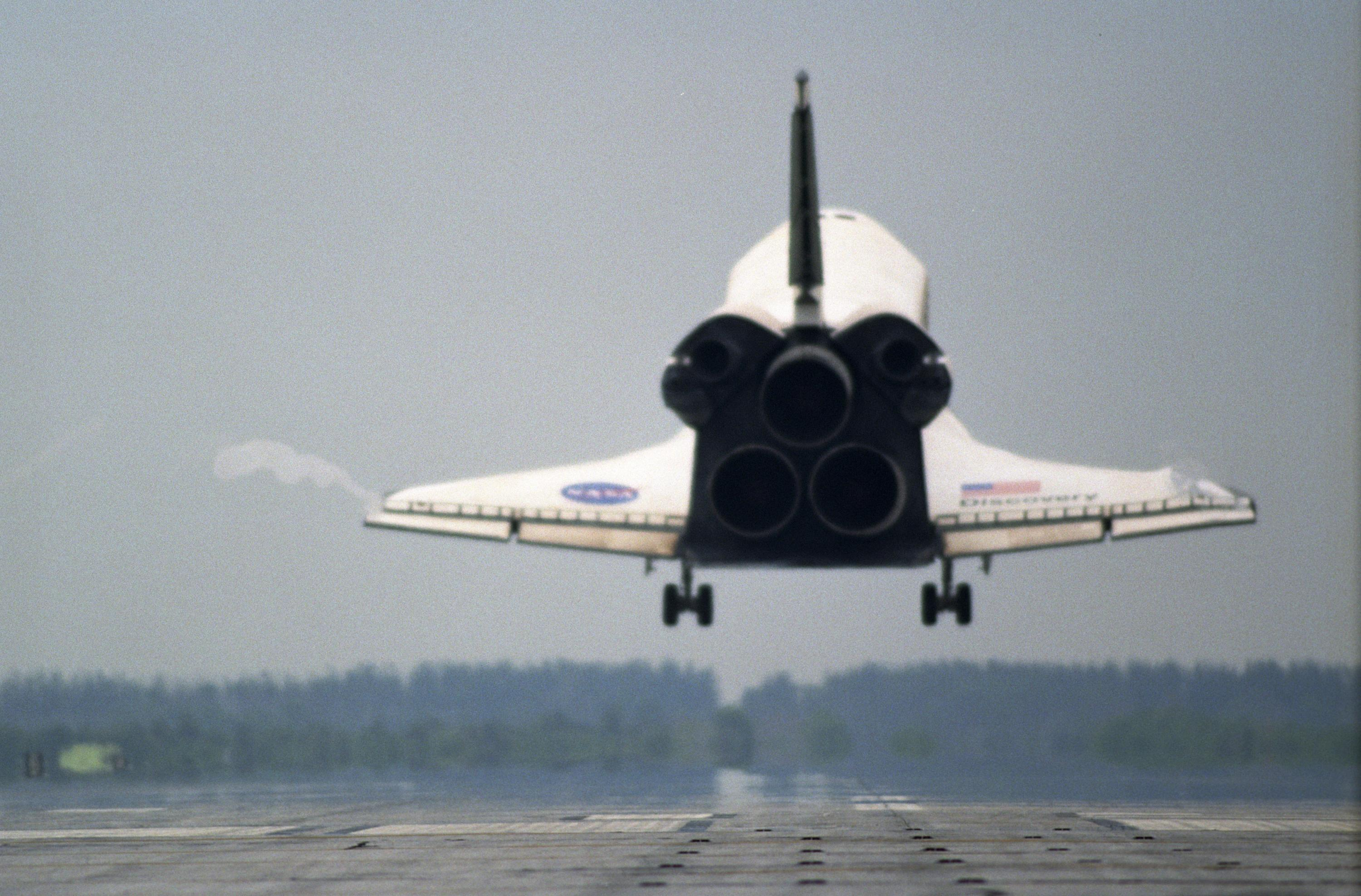
Atterraggio

La fase di accensione per de-orbitare iniziò alle 7:07 CDT e l'atterraggio avvenne in sicurezza al Kennedy Space Center alle 08:08 CDT, con tutti e tre i generatori di potenza ausiliari in funzione. Le ispezioni dopo l'atterraggio non rivelarono problemi particolari. Nella conferenza stampa dopo la missione venne dichiarato che la dimostrazione dell'utilizzo del braccio robotico come piattaforma di lavoro è una buona notizia per eventuali missioni dedicate al Telescopio spaziale Hubble.

### Attività extraveicolari
|      | Astronauta                   | Inizio              | Fine  | Durata           | Missione |
| ---- | ---------------------------- | ------------------- | ----- | ---------------- | --- |
| EVA1 | Piers Sellers Michael Fossum | 7 luglio 08:17 CDT  | 15:48 | 7 ore, 31 minuti | Verifica del secondo cavo di collegamento tra il mobile transporter e il resto della stazione. Test delle capacità del braccio robotico dello Shuttle e la sua estensione per agire da piattaforma per le riparazioni. |
| EVA2 | Piers Sellers Michael Fossum | 10 luglio 07:14 CDT | 14:01 | 6 ore, 47 minuti | Trasporto di un componente del sistema di controllo termico di riserva della stazione dalla stiva di carico dello Shuttle alla External Stowage Platform. Sostituzione di un Trailing Umbelical System.                |
| EVA3 | Piers Sellers Michael Fossum | 12 luglio 06:20 CDT | 13:31 | 7 ore, 11 minuti | Installazione di un supporto per l'aggancio di un astronauta sul braccio robotico della stazione. Test di riparazione delle mattonelle rinforzate carbonio-carbonio dello Shuttle.                                     |

## Risveglio
Come da tradizione nei voli spaziali fino dal Programma Gemini, l'equipaggio della missione STS-121 è stato risvegliato da un brano musicale all'inizio di ogni giorno trascorso nello spazio. Ogni brano è stato scelto con cura e spesso ha un particolare significato per ogni membro dell'equipaggio.
- Giorno 2: "Lift Every Voice and Sing" suonata da New Galveston Chorale, un gruppo locale della città di Stephanie Wilson. Stephanie ha spiegato che l'ha scelta per ricordare che chiunque, qualunque cosa faccia, può partecipare al programma spaziale. MP3 Archiviato il 29 febbraio 2012 in Internet Archive. WAV Archiviato il 1º gennaio 2007 in Internet Archive.
- Giorno 3: "Daniel", di Elton John, per Thomas Reiter, da suo figlio Daniel e sua moglie. Thomas ha dichiarato che gli serve per "ricordare che ci sono persone sulla Terra che ci aspettano, ci pensano e ci danno la forza di fare quello che facciamo". MP3 Archiviato il 1º gennaio 2007 in Internet Archive. WAV Archiviato il 1º gennaio 2007 in Internet Archive.
- Giorno 4: "Good Day Sunshine", dei Beatles per Lisa Nowak, da Alexander e le ragazze. MP3 Archiviato il 1º gennaio 2007 in Internet Archive. WAV Archiviato il 14 febbraio 2007 in Internet Archive.
- Giorno 5: "God of Wonders", di Marc Byrd e Steve Hindalong] per Michael Fossum, dalla sua famiglia nel giorno della sua prima passeggiata spaziale. MP3 Archiviato il 29 febbraio 2012 in Internet Archive. WAV Archiviato il 29 febbraio 2012 in Internet Archive.
- Giorno 6: "I Have a Dream", degli ABBA per Mark Kelly MP3 Archiviato il 29 febbraio 2012 in Internet Archive. WAV Archiviato il 29 febbraio 2012 in Internet Archive.
- Giorno 7: "Clocks" dei Coldplay per Piers Sellers MP3 Archiviato il 5 novembre 2012 in Internet Archive. WAV Archiviato il 29 febbraio 2012 in Internet Archive.
- Giorno 8: "All Star" degli Smash Mouth, per Lisa Nowak dalla sua famiglia. MP3 Archiviato il 29 febbraio 2012 in Internet Archive. WAV Archiviato il 29 febbraio 2012 in Internet Archive.
- Giorno 9: "I Believe I Can Fly" eseguita da studenti della sua regione per Stephanie Wilson. MP3 Archiviato il 1º gennaio 2007 in Internet Archive. WAV Archiviato il 29 febbraio 2012 in Internet Archive.
- Giorno 10: Colonna sonora di Charlie's Angels, per tutto l'equipaggio. MP3 Archiviato il 29 febbraio 2012 in Internet Archive. WAV Archiviato il 1º gennaio 2007 in Internet Archive.
- Giorno 11: "The Texas Aggie War Hymn", per Michael Fossum dalla sua moglie Melanie. MP3 Archiviato il 16 luglio 2006 in Internet Archive. WAV Archiviato il 29 febbraio 2012 in Internet Archive.
- Giorno 12: "Beautiful Day" degli U2 per Mark Kelly, dalla sua fidanzata Gabrielle Giffords. MP3 Archiviato il 29 febbraio 2012 in Internet Archive. WAV Archiviato il 29 febbraio 2012 in Internet Archive.
- Giorno 13: "Just Like Heaven", dei The Cure per Piers Sellers dalla sua famiglia MP3 Archiviato il 29 febbraio 2012 in Internet Archive. WAV Archiviato il 29 febbraio 2012 in Internet Archive.
- Giorno 14: "The Astronaut" dei Something Corporate per Steven W. Lindsey dalla sua famiglia per il giorno dell'atterraggio. MP3 Archiviato il 29 febbraio 2012 in Internet Archive. WAV Archiviato il 29 febbraio 2012 in Internet Archive.

## Missione di riserva

### STS-300
La missione di riserva prevista era la STS-300, nel caso che il Discovery fosse danneggiato durante le missioni STS-114 o STS-121. La missione di recupero per la STS-114 era una versione modificata di quella per la STS-121. In caso di necessità, la missione sarebbe stata rinviata non prima dell'11 agosto 2006. L'equipaggio era composto da quattro astronauti della missione STS-115: